# کوجی ساکاموتو
کوجی ساکاموتو (انگلیسی: Koji Sakamoto؛ زادهٔ ۳ دسامبر ۱۹۷۸) بازیکن فوتبال اهل ژاپن است.
از باشگاه‌هایی که در آن بازی کرده‌است می‌توان به باشگاه فوتبال جوبیلو ایواتا اشاره کرد.